# Ченчетти, Адальберто
Адальберто Ченчетти (итал. Adalberto Cencetti; 20 июня 1847, Рим — 4 ноября 1907, Рим) — итальянский скульптор.

## Биография
Родился в 1847 году в Риме.
Ученик Адамо Тадолини. Дебютировал на ежегодной выставке в Риме в 1871 году.
Принимал участие во многих конкурсах по сооружению монументов, из которых выиграл конкурс на сооружение памятника Гальвани, воздвигнутый в 1879 году в Болонье. Также, среди работ Ченчетти известны, в частности, мраморные статуи «Смеющаяся старуха» и «Смеющаяся девушка», «Искушение» и скульптурная группа «Триумф искусства», включающая в себя аллегорические фигуры Искусства, Образования и Мира (1882) над портиком римского Выставочного дворца. Для римской базилики Сан-Паоло-фуори-ле-Мура исполнил статую апостола Матфея.
Ченчетти также стал автором памятника президенту Мексики Хуаресу для Мехико (1890).

## Галерея

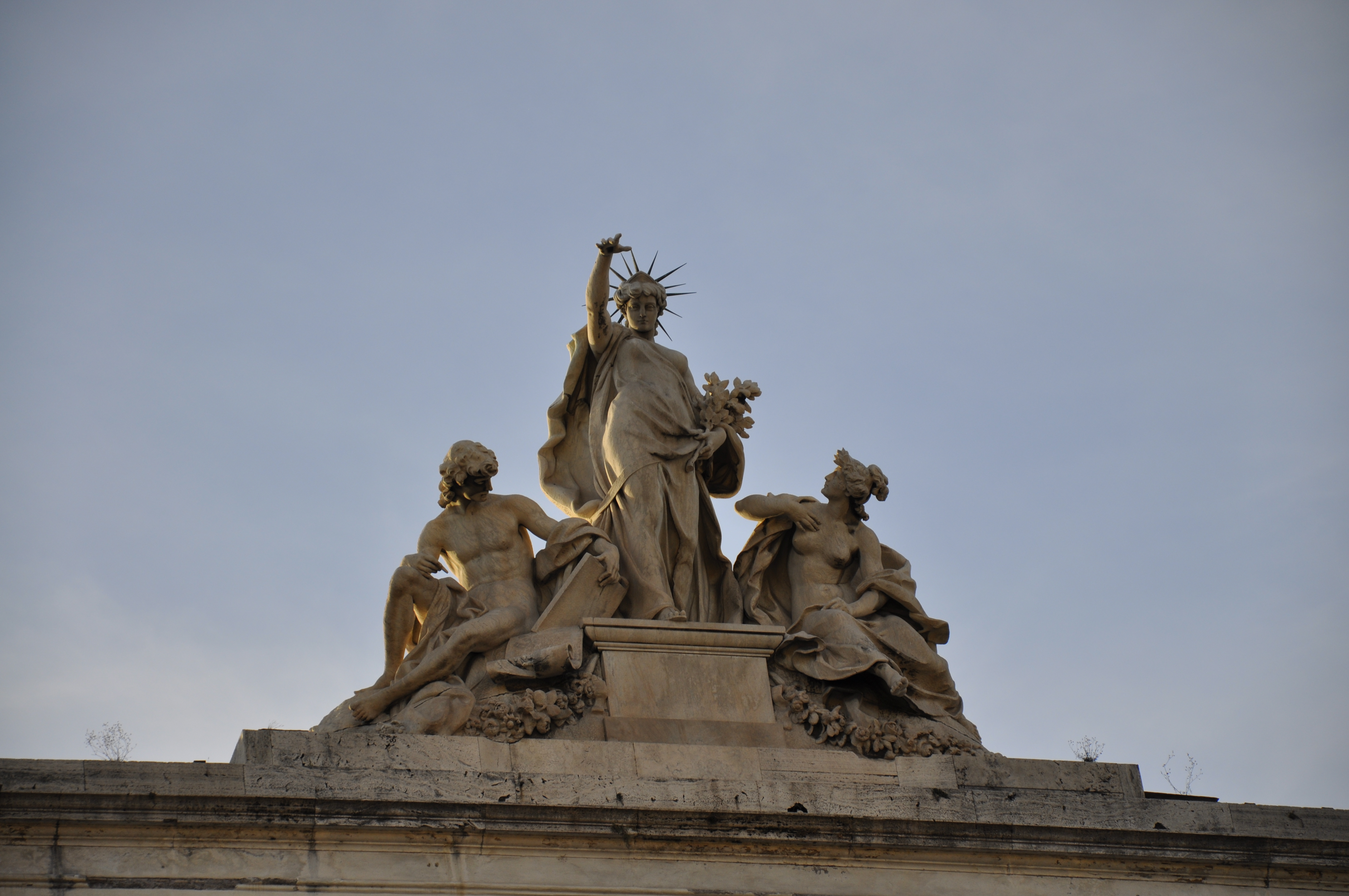
«Триумф искусства» (1882), Выставочный дворец (Рим)
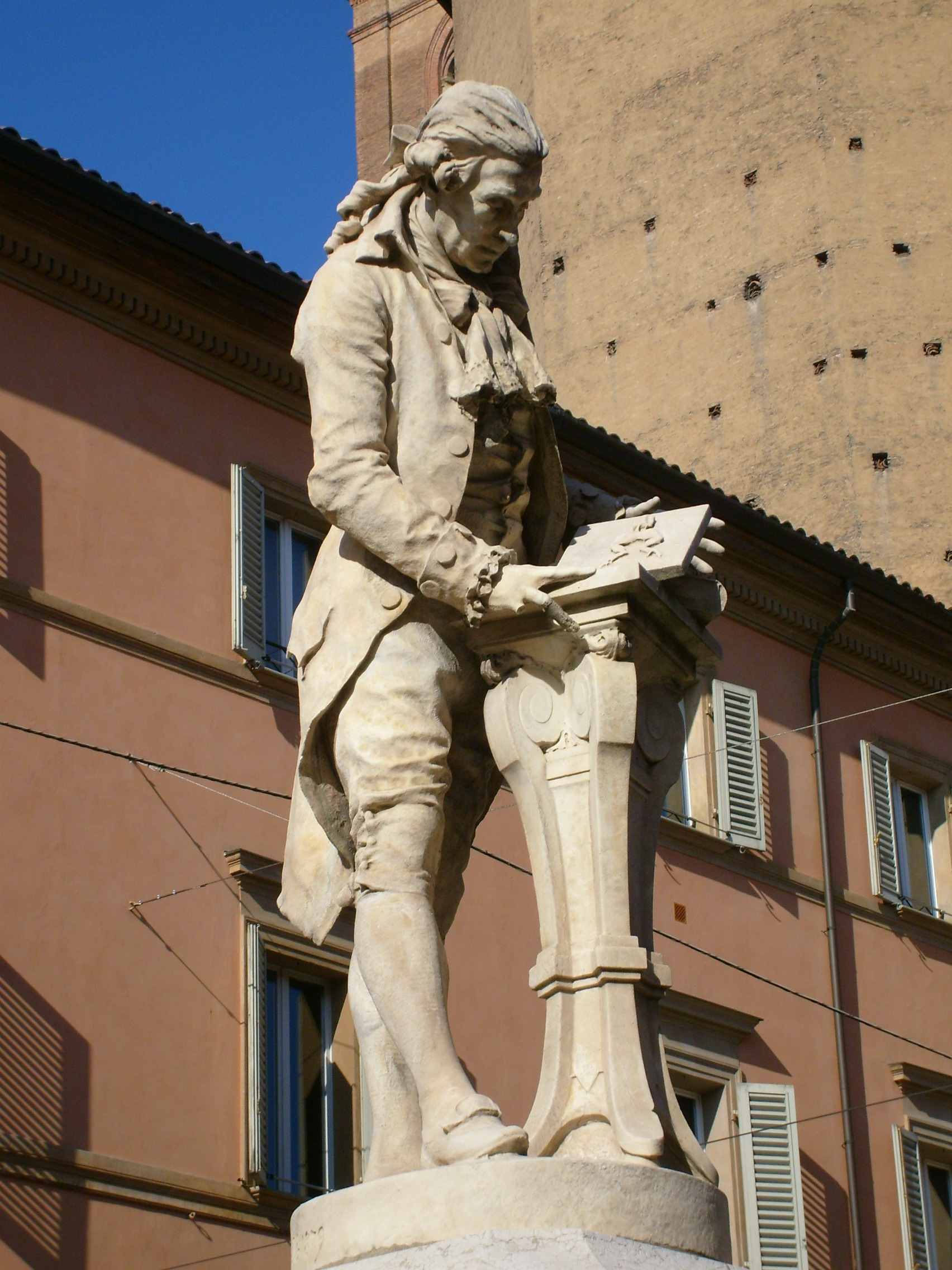
Памятник Луиджи Гальвани (1879), Болонья
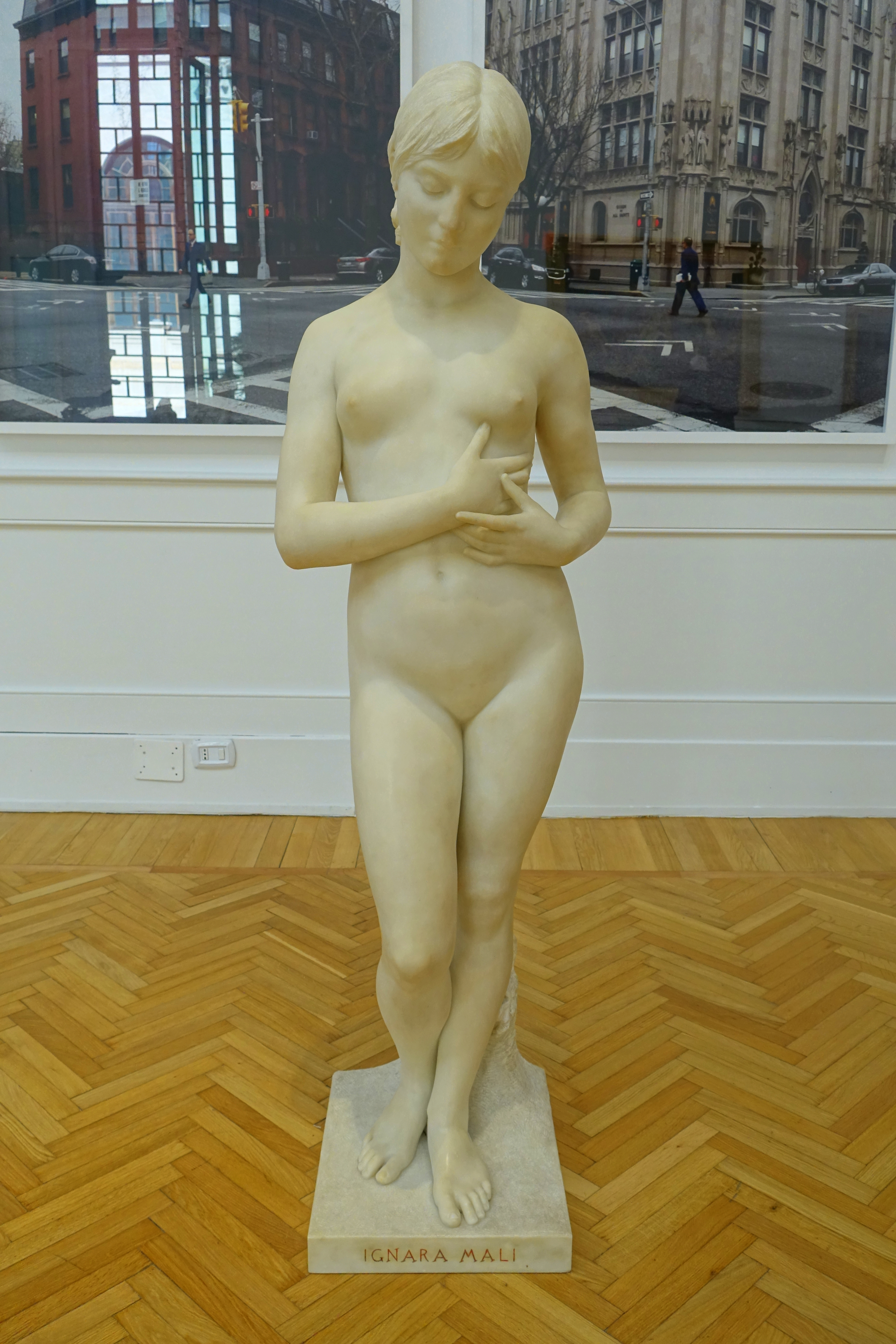
Невинная девушка, 1893, Национальная галерея современного искусства (Рим)